# Děnis Lebeděv
Děnis Alexandrovič Lebeděv (rusky Денис Александрович Лебедев, * 14. srpna 1979, Staryj Oskol, Rusko) je ruský profesionální boxer, současný světový šampion organizace WBA v křížové váze.

## Kariéra
V profesionálním ringu debutoval v roce 2001. Roku 2009 porazil Kubánce Elisea Castilla, který držel vítězství nad Michaelem Moorerem, bývalým šampionem polotěžké a těžké váhy. V roce 2010 se o titul WBO utkal s Marcem Huckem a prohrál kontroverzním rozhodnutím bodových rozhodčí, dva rozhodli 115–113 pro Hucka, třetí 116–112 pro Lebeděva.
Později získal mezikontinentální titul WBA a 4. listopadu 2011 se vítězstvím nad Jamesem Toneym stal světovým šampionem, svůj titul zatím dvakrát obhájil, a to knockoutem ve 2. a ve 4. kole.
Denis Lebeděv měří 180 cm a váží 90 kg. Jeho bilance je 28 výher (21 KO) – 2 prohry (1 KO).